# Eustrophus ovatus
Eustrophus ovatus es una especie de coleóptero de la familia Tetratomidae.

## Distribución geográfica
Habita en Guatemala.